# Chrysocraspeda concentrica
Chrysocraspeda concentrica là một loài bướm đêm trong họ Geometridae.